# 中国民主同盟

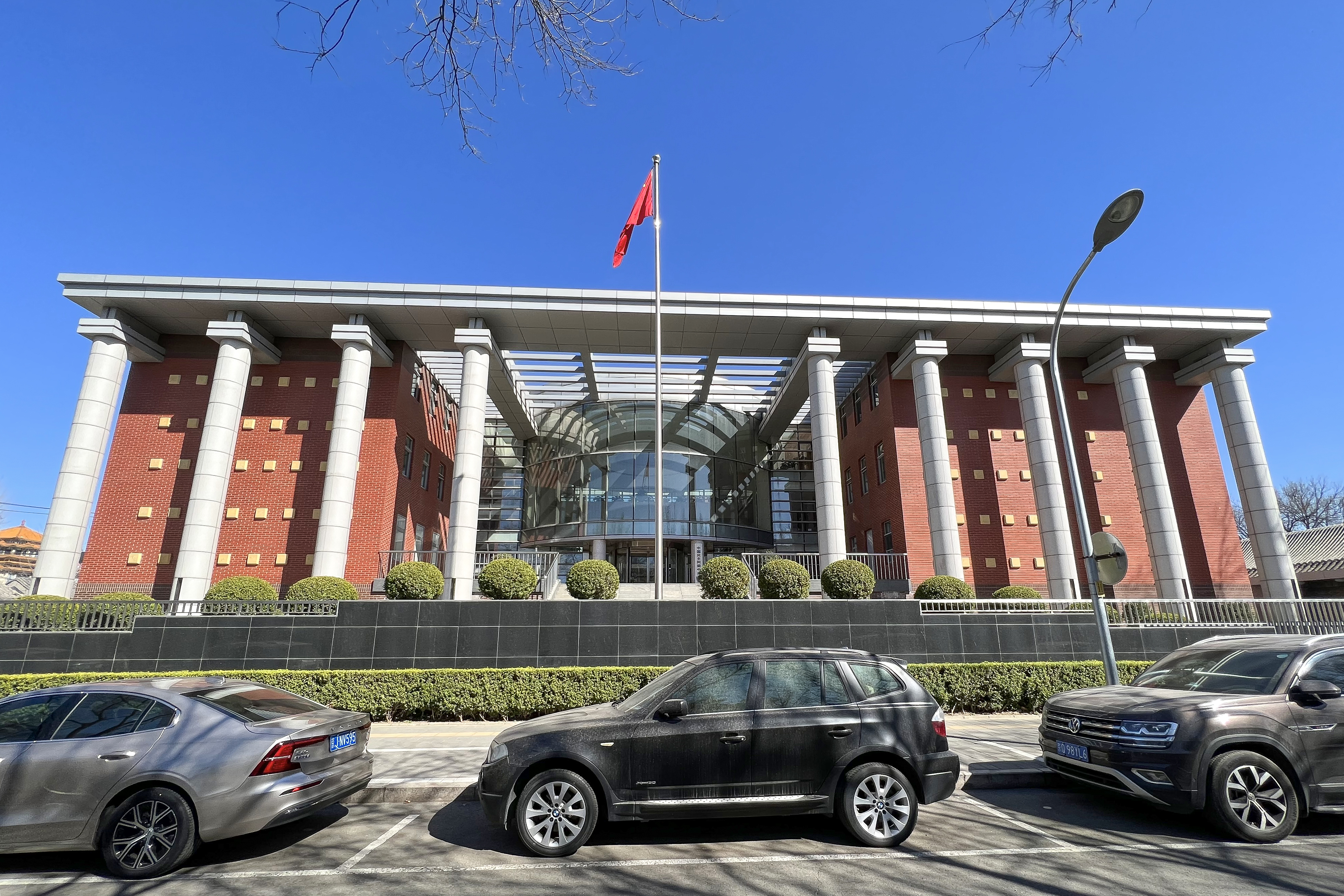
民盟中央所在地

中国民主同盟，简称民盟，原称中国民主政团同盟，是中华人民共和国排名第二的民主党派，该党是现时中国全国人大常委会第二大党，盟员总人数在民主党派中排第一，在全国政党中排第二。

民盟创立于1941年，成员最多时由中国青年党、国家社会党（后改称中國民主社會党）、中华民族解放行动委员会（后改为中国农工民主党）、中华职业教育社、中国乡村建设协会、全国各界救国联合会六个政治团体组成，形成“三党三派”的格局。
1944年9月10日改为现名并延续至今。1946年中国青年党、中國民主社會党参加制宪国民大会而被开除出联盟。其後中国农工民主党也脱离联盟成为独立党派。

其早期盟员多来自学者和民主人士。目前，其盟员主要由来自教育、科技、文化界的知识分子组成。截至2022年，民盟共有盟员34.83万人，是中国党员人数第二多的政党和最大的民主党派。

## 发展历史

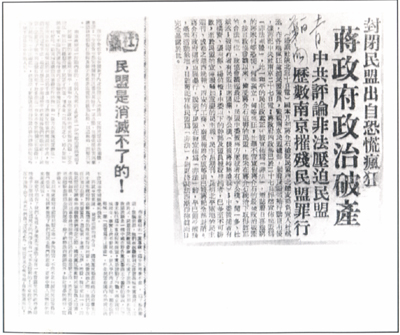
1947年10月，国民政府宣布取缔中国民主同盟，中共及民盟强烈声讨。

1939年10月13日，国民参政会中一部分无党派和中间党派参政员张澜、黄炎培、沈钧儒、罗隆基、章伯钧等，在重庆发起成立了统一建国同志会。

1941年3月19日，在重庆上清寺特园秘密开会，将统一建国同志会改建为“中国民主政团同盟”，主要参加者和组织为无党派人士张澜，中国青年党、中國国家社会党（后改称中國民主社會黨）、中華民族解放行動委員會（后改称中国农工民主党）、中華職業教育社、乡村建设协会与其他无党派人士结合，建立政黨聯盟，其機關報《光明報》於同年9月18日在香港發行，由梁漱溟主持。10月10日，在《光明报》刊登启事宣布民主政团同盟成立，并发表了梁漱溟起草的《成立宣言》和《对时局主张纲领》。在《成立宣言》中，中国民主政团同盟
“为国内在政治上一向抱民主思想各党派一初步结合”，结合动机是看到国家“不得协力制敌，甚而至于内力相销”，曾“宛转之尽力，而卒未有补”，担忧国人丧失抗战前途，因此“自为结合，以作团结全国之始”，今后要促进民主抗战团结，认为当时中心问题是国家的统一，要实现国家统一，“必须军队国家化，政治民主化”。
1941年11月16日，在召开国民参政会第二届第二次大会的前一天，张澜、章伯钧、罗隆基、左舜生在重庆召开茶会，公开宣告民主政团同盟成立。
1944年9月19日，中国民主政团同盟在重庆特园召开全国代表会议，改名为中国民主同盟，由团体会员制改为个人申请参加。同年10月，发表《对抗战最后阶段的政治主张》。
1945年10月，民盟召开临时全国代表大会（即第一次全国代表大会），會中選出第一届中央委员会，张澜依然被推选为主席，左舜生为秘书长，章伯钧为组织委员会主任，罗隆基为宣传委员会主任委员，梁漱溟为国内关系委员会主任，张君劢为国际关系委员会主任。
民盟自创立始起，即与共產黨协商一致联合要求：结束国民党的一党专政，实现民主政治、多黨共治，不单方面与国民党簽署条约。

1. 双方为推翻国民党一党专政，实现民主政治之新中国，应共同携手奋斗。
2. 双方得保持其政治最高原则，但在奋斗过程中，得随时交换意见，以划一步调，增强力量。
3. 解放区欢迎中国民主同盟成立分部，但民主同盟之活动，以不妨害中共之事业为原则。
4. 中国民主同盟对解放区之政治军事，经济各项设施，须尽量予以支持，并扩大其影响。
5. 双方不得单独对国民党作妥协合作，如有谈判，得相互通知，并取得双方同意后，始于国民党成立条约。——中共与民盟协定要点

1946年初，在包括民盟、中国共产党、中国国民党及无党派人士参加的政治协商会议的38个席位中，民盟独占9位，超过当时任何一个党派的席位；加上与其他党派的联合，民盟成为当时平衡国共双方的重要力量。
1946年11月，中国国民党决定召开制宪国民大会，中国共产党拒绝参加大会。而民盟内部中，中国青年党和中国民主社会党单独参加了南京制宪国民大会，被民盟清除出去，导致民盟与国民党的关系迅速恶化。
1947年10月，国民党执政的中华民国政府更宣布民盟为“非法团体”并展开制裁。同年11月全国进行国民大会代表选举，中共与民盟均进行抵制。国民党对民盟的打压直接导致了民盟在1948年1月召开的一届三中全会上公开宣布与中国共产党合作，自此共产党与民盟建立同盟关系。
1949年中华人民共和国成立后，中國共產黨成为执政党，毛泽东建议包括民盟在内的八个民主党派继续保留下来。中国共产党对民盟进行政治领导，但表示保证组织独立和法律地位平等，不会干扰民主党派的独立性及日常事务。民盟代表张澜、沈钧儒、章伯钧、罗隆基、张东荪、史良、楚图南、费孝通等出席了中国人民政治协商会议第一届全体会议；张澜同时当选中央人民政府副主席，沈钧儒出任全国政协副主席、最高人民法院院长，章伯钧、史良、胡愈之分别出任政务院的部长。作为共产党领导下的参政党，民盟提出了“长期共存，互相监督”作为共产党与民主党派之间的关系方针。该方针在1956年9月15日的中共八大上被正式确认。
1949年4月，中共中央指定當時的《中國時報》（同年5月易名為《光明日報》，6月16日創刊）由民盟接管（1953年後改由各民主黨派和全國工商聯主辦），1957年1月22日接辦《爭鳴》，並定為論政方針刊物。
然而，在1957年的反右运动中，以章伯钧为代表的，对共产党提出过批评和意见的许多民盟成员都被划为了“右派”。其中最著名的大右派有：章伯钧、罗隆基、费孝通、曾昭抡、陈仁炳、彭文应、钱端升、叶笃义、黄药眠、钱伟长、吴景超、潘大逵、沈志远、徐铸成、浦熙修、王毅斋、王文光、姜震中、马哲民、杜迈之、陈新桂、刘王立明。这些人后来大都被降职；民盟从此一蹶不振。1957年汉阳一中事件，盟员杨焕尧因在学校发展盟员等原因被以现行反革命判处死刑立即执行。:4-5在1958年11月12日至12月4日召開之第三次全國代表大會上，又通過了《中國民主同盟關於社會主義改造規劃》和《開展社會主義自我改造競賽的倡議書》，把民盟內部全體的思想“改造合理化”，這也是民盟的一大轉折點。此后民盟很難再對當時毛澤東及中共中央制定的國家政策方針提出不同意見。
文革期间，民盟各级组织停止活动。粉碎四人帮以后，民盟逐步恢复组织活动。
如今，民盟在西藏自治區以外的30个省、自治区、直辖市都建立了地方组织。民盟中央机关分设办公厅、组织部、宣传部、社会服务部、研究室、专门委员会综合办公室等6个职能部室。民盟中央主办有向国内外公开发行的月刊《群言》和机关内部刊物《中央盟讯》，并有群言出版社和群言科技咨询服务中心。

## 历任中央委员会主席
|      |                                    |                |        |                | |                                                                             |  |
| 任次 | 職務                               | 肖像           | 姓名   | 任職期間       | 任職期間                                                                                                  | 備註                                                                        |  |
| 任次 | 職務                               | 肖像           | 姓名   | 就任時間       | 卸任時間                                                                                                  | 備註                                                                        |  |
| 1    | 中国民主政团同盟中央执行委员会主席 |                | 黄炎培 | 1941年3月19日  | 1941年10月10日                                                                                            | 任内辞职                                                                    |  |
| 2    | 中国民主政团同盟中央执行委员会主席 |                | 张澜   | 1941年10月10日 | 1944年9月19日                                                                                             | 黄炎培辞去主席职务后，推选张澜担任主席                                      |  |
| 1    | 中国民主同盟中央执行委员会主席     | 1944年9月19日  | 张澜   | 1949年12月27日 | 1944年9月19日民盟全国代表会议决定将中国民主政团同盟改名为中国民主同盟                                     |                                                                             |  |
| 1    | 中国民主同盟中央委员会主席         | 1949年12月27日 | 张澜   | 1955年2月9日   | 任内逝世                                                                                                  |                                                                             |  |
| 代理 | 中国民主同盟中央委员会主席         |                | 沈钧儒 | 1955年2月10日  | 1955年10月                                                                                                | 1955年2月，民盟中常会扩大会议一致推举沈钧儒为代理主席                       |  |
| 2    | 中国民主同盟中央委员会主席         | 1955年10月     | 沈钧儒 | 1960年10月     | |                                                                             |  |
| 3    | 中国民主同盟中央委员会主席         | 1960年10月     | 沈钧儒 | 1963年6月11日  | 1963年6月于任内逝世                                                                                       |                                                                             |  |
| 代理 | 中国民主同盟中央委员会主席         |                | 杨明轩 | 1963年6月12日  | 1963年12月6日                                                                                             |                                                                             |  |
| 3    | 中国民主同盟中央委员会主席         | 1963年12月6日  | 杨明轩 | 1965年10月     | 1963年12月，民盟三届四中全会选举杨明轩担任民盟主席                                                        |                                                                             |  |
| 空缺 | 中国民主同盟中央委员会主席         |                |        |                | | 1966年8月26日－1976年“文革”时期，民盟被迫停止运作                           |  |
| 4    | 中国民主同盟中央委员会主席         |                | 史良   | 1979年10日23日 | 1984年10月                                                                                                |                                                                             |  |
| 5    | 中国民主同盟中央委员会主席         | 1984年10月     | 史良   | 1985年9月6日   | 1985年9月于任内逝世                                                                                       |                                                                             |  |
| 代理 | 中国民主同盟中央委员会主席         |                | 胡愈之 | 1985年9月27日  | 1986年1月16日                                                                                             | 任內病逝                                                                    |  |
| 代理 | 中国民主同盟中央委员会主席         |                | 楚图南 | 1986年1月31日  | 1986年12月31日                                                                                            | 1986年1月，民盟五届中常会第九次会议推选楚图南副主席为民盟中央委员会代理主席 |  |
| 5    | 中国民主同盟中央委员会主席         | 1986年12月31日 | 楚图南 | 1987年1月9日   | 1986年12月，民盟五届三中全会选举楚图南为民盟中央主席；1987年1月，民盟五届四中全会选举其为民盟中央名誉主席 |                                                                             |  |
| 5    | 中国民主同盟中央委员会主席         |                | 费孝通 | 1987年1月9日   | 1988年10月31日                                                                                            | 1987年1月，民盟五届四中全会选举费孝通担任民盟中央主席                       |  |
| 6    | 中国民主同盟中央委员会主席         | 1988年10月31日 | 费孝通 | 1992年11月     | |                                                                             |  |
| 7    | 中国民主同盟中央委员会主席         | 1992年11月     | 费孝通 | 1996年11月     | 1996年11月，民盟七届五中全会接受费孝通辞去民盟中央主席职务                                                |                                                                             |  |
| 7    | 中国民主同盟中央委员会主席         |                | 丁石孙 | 1996年11月     | 1997年10月                                                                                                | 1996年11月，民盟七届五中全会选举丁石孙为民盟中央主席                        |  |
| 8    | 中国民主同盟中央委员会主席         | 1997年10月     | 丁石孙 | 2002年12月     | |                                                                             |  |
| 9    | 中国民主同盟中央委员会主席         | 2002年12月     | 丁石孙 | 2005年12月     | |                                                                             |  |
| 9    | 中国民主同盟中央委员会主席         |                | 蒋树声 | 2005年12月     | 2007年12月                                                                                                |                                                                             |  |
| 10   | 中国民主同盟中央委员会主席         | 2007年12月     | 蒋树声 | 2012年12月     | 任内辞职                                                                                                  |                                                                             |  |
| 11   | 中国民主同盟中央委员会主席         |                | 张宝文 | 2012年12月     | 2017年12月                                                                                                |                                                                             |  |
| 12   | 中国民主同盟中央委员会主席         |                | 丁仲礼 | 2017年12月     | 2022年12月                                                                                                | 第十三届全国人大常委会副委员长                                              |  |
| 13   | 中国民主同盟中央委员会主席         | 2022年12月     | 丁仲礼 | 现任           | 第十四届全国人大常委会副委员长                                                                            |                                                                             |  |

### 引用
1. ↑  . 中国民主同盟.   [2025-01-12]. （原始内容存档于2025-01-16）.
2. ↑  中国民主同盟中央委员会. . 中国民主同盟门户网站. 北京.   [2018-03-05]. （原始内容存档于2018-03-05） （中文（中国大陆））.
3. ↑  王桧林. . 北京师范大学出版社. 2016: 264.
4. ↑  中国国民党中央调查统计局编，《三十四年度的中共》，民35年1月，页59
5. ↑  .   [2015-05-08]. （原始内容存档于2015-05-11）.
6. ↑  .   [2015-05-08]. （原始内容存档于2018-12-23）.
7. ↑  甘肃政协. . 澎湃新闻. 上海.   [2020-05-25]. （原始内容存档于2020-05-29） （中文（中国大陆））.
8. ↑  王预震. . 产业与科技论坛 (北京). 2011, (19): 19–20 （中文（简体））.
9. ↑  劉富道. . 新銳文創,. 2012-02-01: 370  [2021-06-22]. ISBN 9789866094576. （原始内容存档于2021-07-18）.
10. ↑  .   [2023-01-20]. （原始内容存档于2023-01-20）.